# 장준하 공원
장준하 공원은 대한민국의 독립 운동가이자 사회 운동가인 장준하를 기리기 위하여 파주시에 세워진 공원이다. 경기북부보훈지청이 관리하는 독립운동 현충시설이다. 2012년 8월 17일에 건립되었으며, 개원에 앞서 장준하의 유해가 8월 1일에 나사렛 천주교 공동 묘지에서 공원으로 이장되었다.

## 갤러리

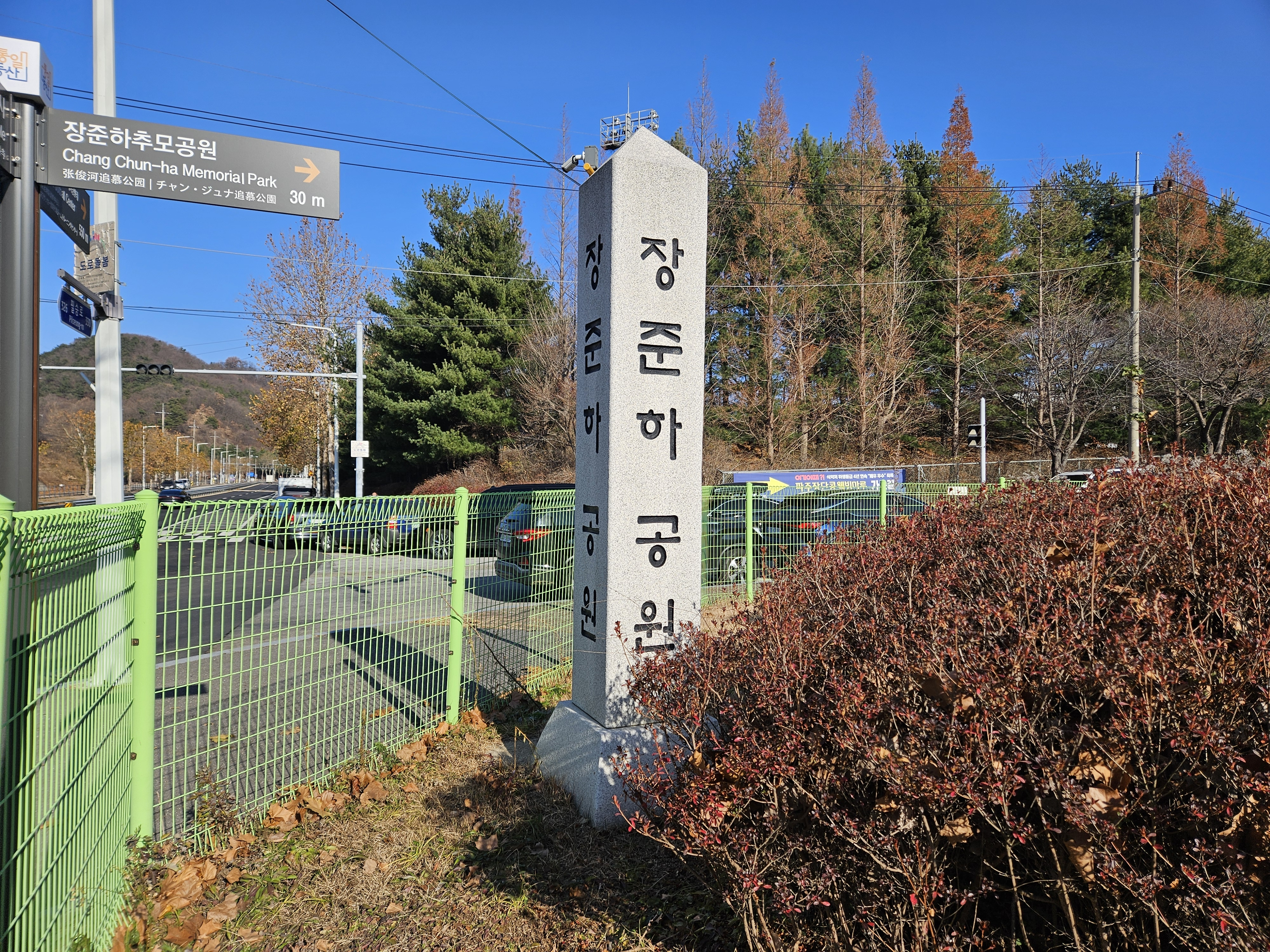
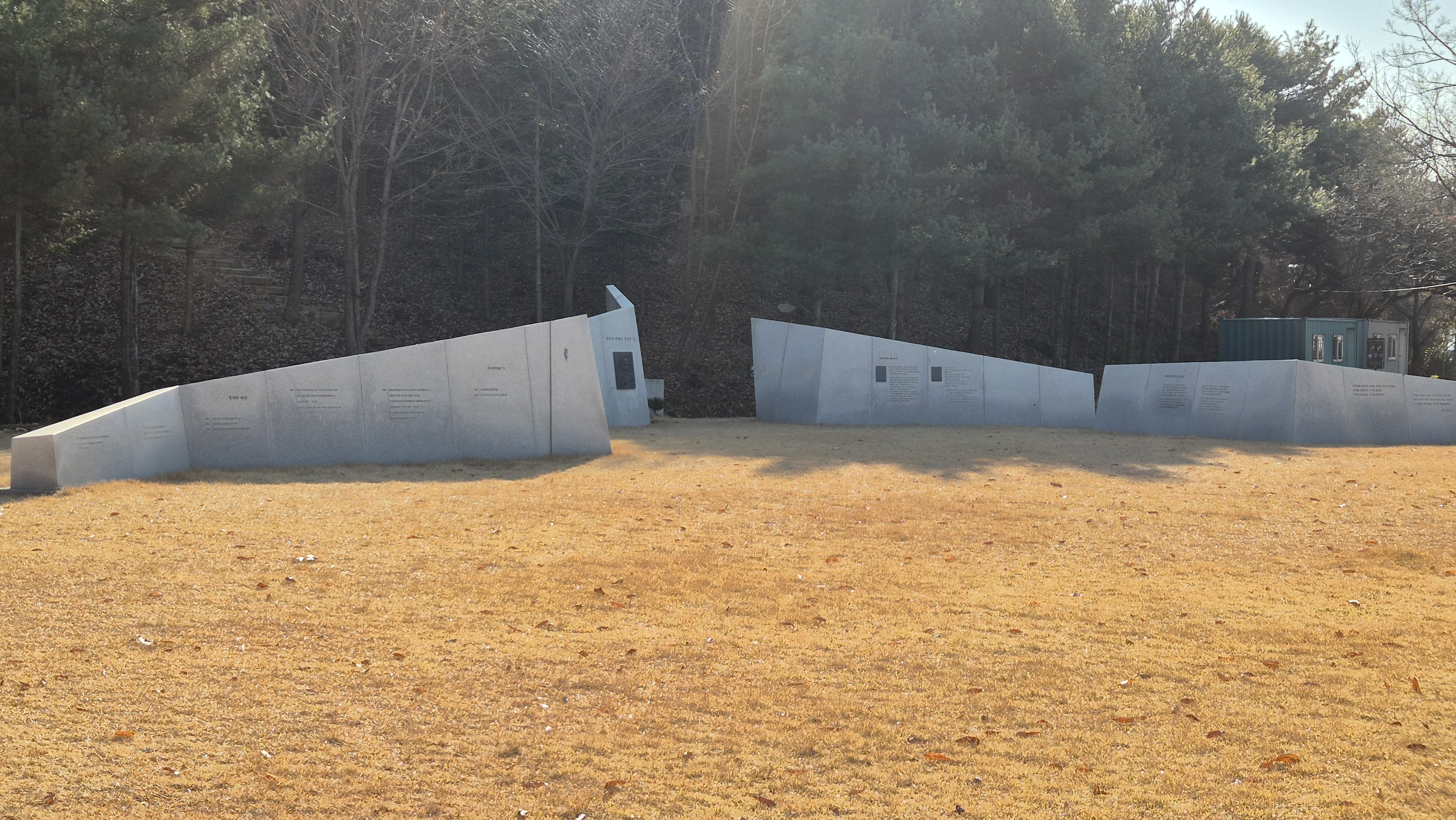
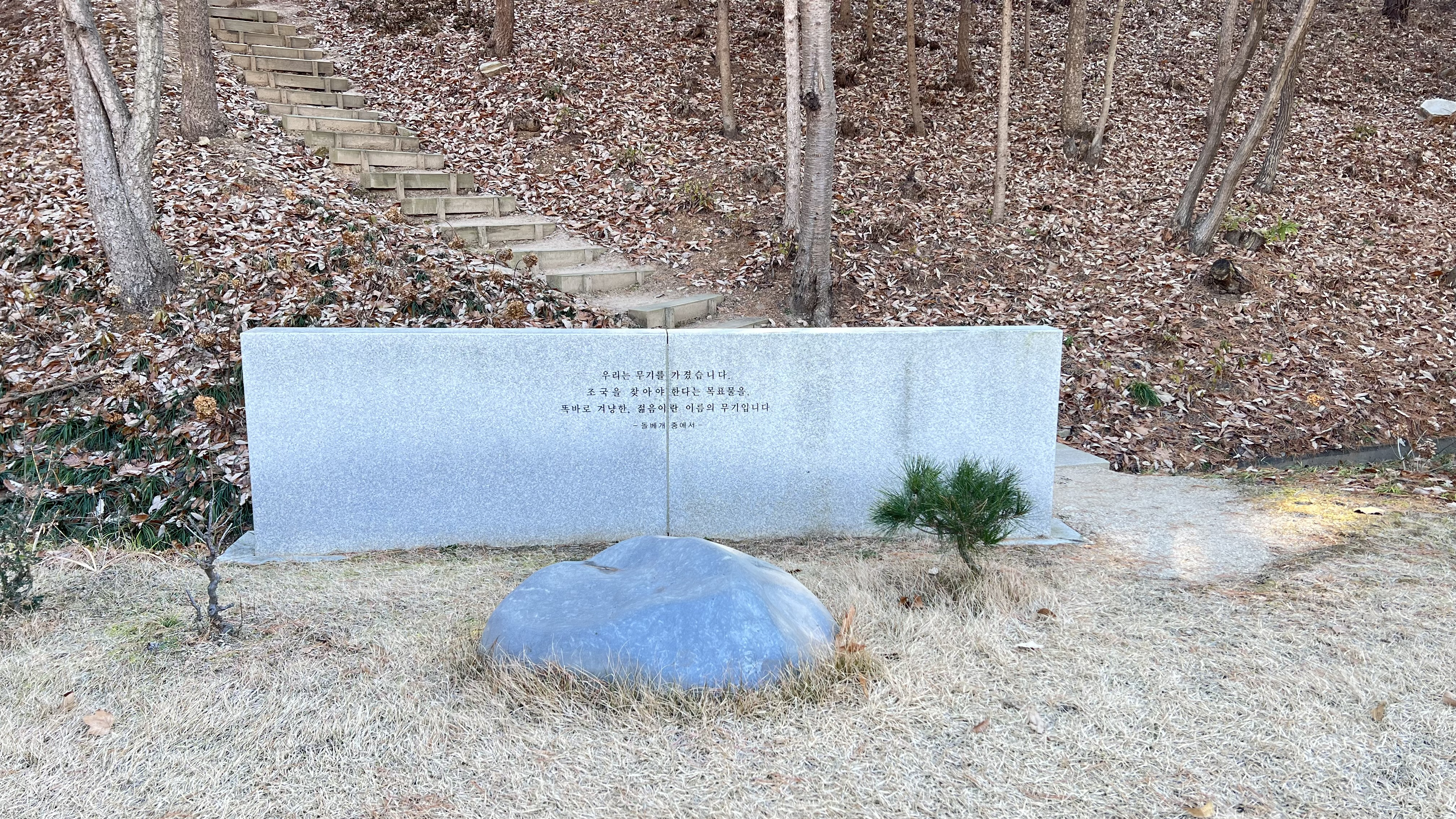
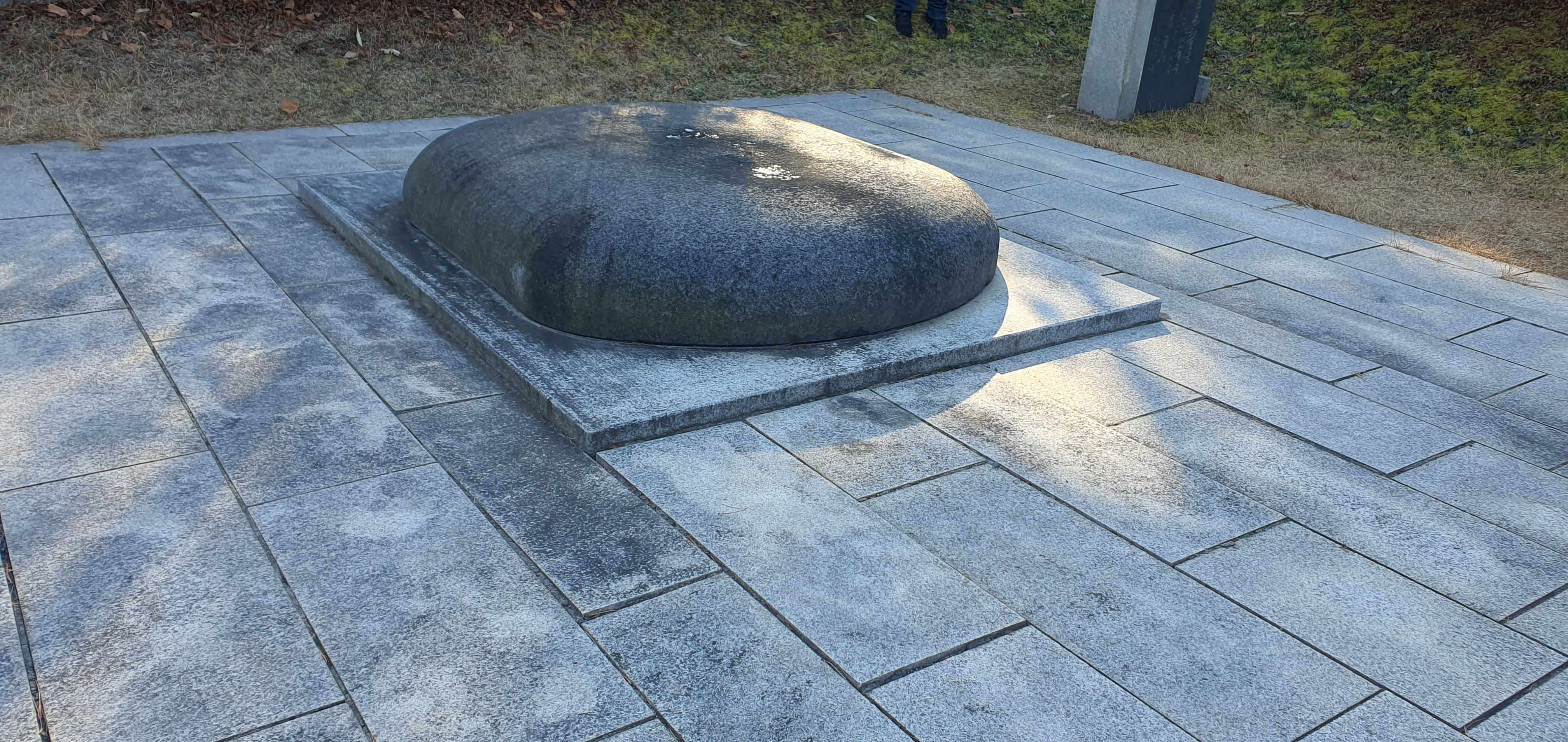
장준하의 묘소
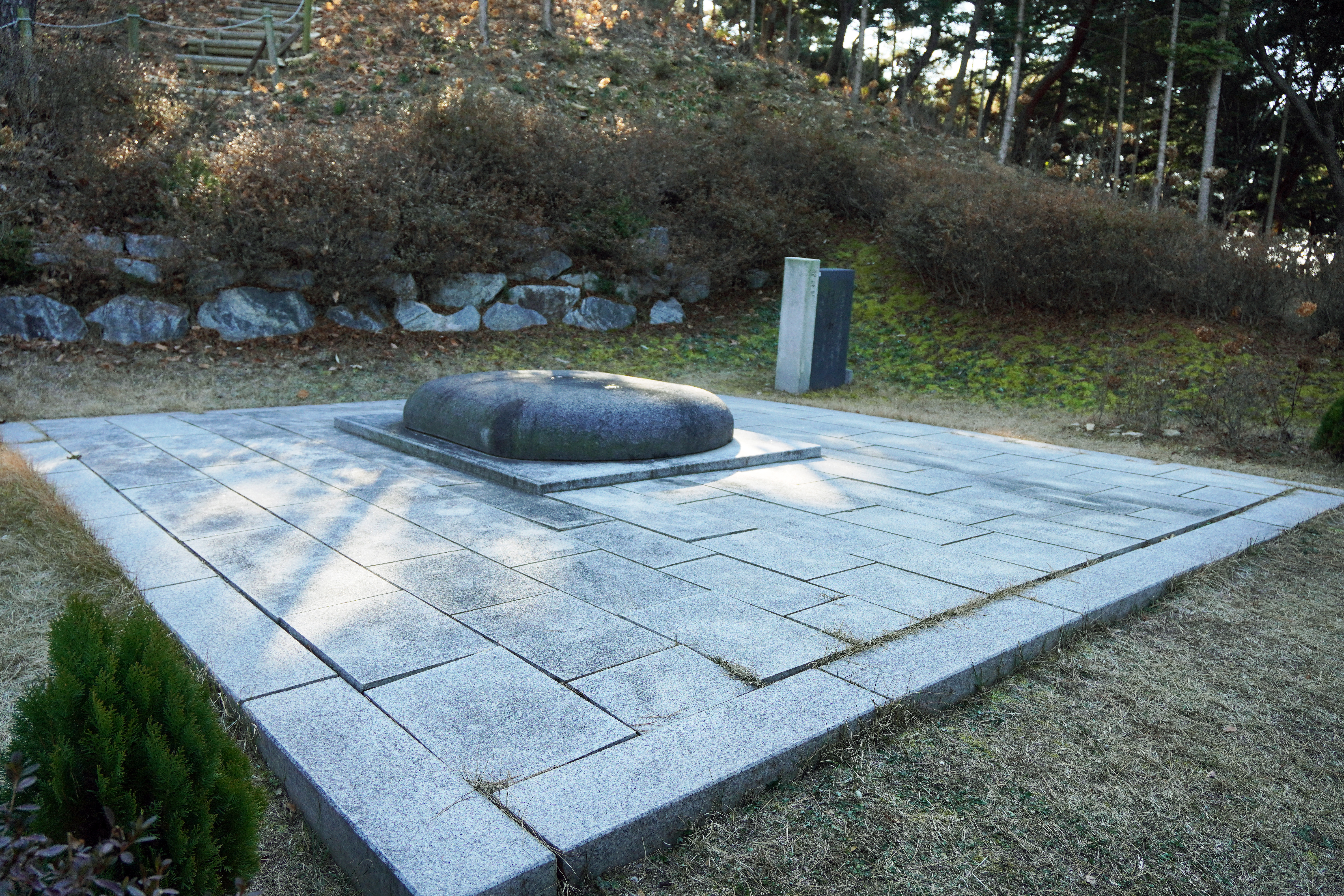
장준하의 묘소
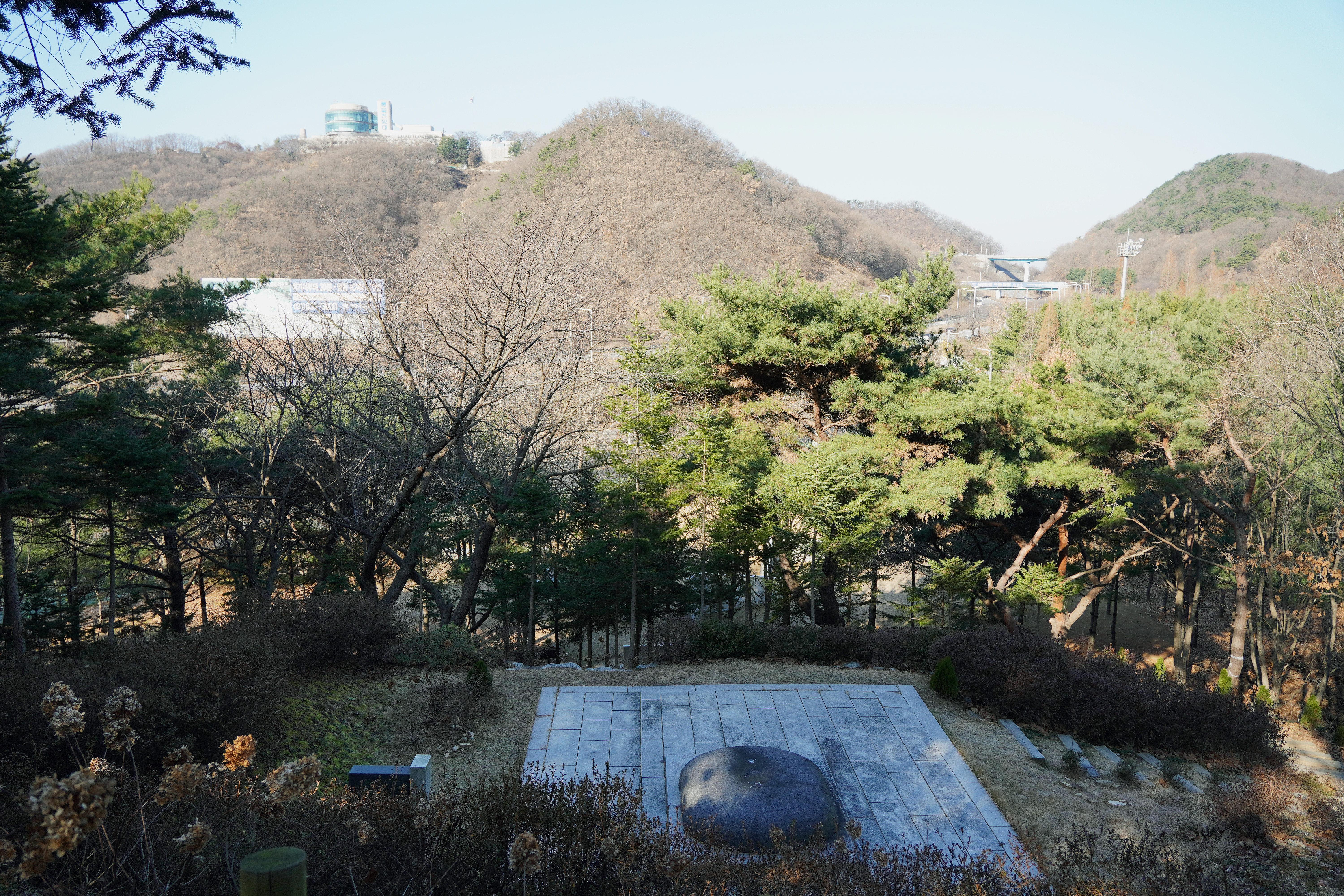